# Austin Clapp
Austin Clapp   (Farmington, 8 de novembre de 1910 - Woodside, 22 de desembre de 1971) va ser un nedador i waterpolista estatunidenc que va competir durant les dècades de 1920 i 1930.
El 1928 va prendre part en els Jocs Olímpics d'Amsterdam, on va disputar tres proves del programa de natació. Va guanyar la medalla d'or en els 4x200 metres lliures, formant equip amb Walter Laufer, George Kojac i Johnny Weissmuller. Fou cinquè en els 400 metres lliures i quedà eliminat en sèries en els 1.500. Quatre anys més tard, als Jocs de Los Angeles, va guanyar la medalla de bronze en la competició de waterpolo.
Estudià a la Universitat Stanford. Mentre estudiava guanyà dos campionats de la NCAA: el 1931 en 220 iardes lliures (2:18.0),i el 1932 en els 1.500 metres lliures (20:02.2).